# Palau Madama
El palau Madama (en italià, Palazzo Madama) és un palau situat a Torí, al Piemont, la façana barroca del qual revela certs trets de les preocupacions urbanístiques de la primera meitat del segle XVIII a Europa, a saber l'embelliment dels edificis existents, la creació de perspectives a la ciutat i una voluntat d'ostentació. És una de les «Residències de la casa reial de Saboia» declarades Patrimoni de la Humanitat por la Unesco.

## Història

### La Casa dels Acaja
Al començament de l'I segle adC., el lloc és ocupat per una porta en els murs romans que donava pas al decumanus maximus d'Augusta Taurinorum (que en convertirà en Torí). Dues de les torres, encara que reconstituïdes, testifiquen aquest edifici inicial. Després de la caiguda de l'imperi romà occidental, la porta és utilitzada com a baluard en la defensa de la ciutat
El lloc esdevé més endavant una possessió dels Savoia-Acaja, una branca secundària de la casa de Savoia, que l'engrandeix com a castell al segle XIV.
Un segle més tard, Ludovico de Savoia-Acaja l'estén en planta quadrada amb un pati interior, un pòrtic i una torre rodona en cadascun dels quatre angles.
Després de la desaparició del llinatge Acaja l'any 1418, el castell esdevé la residència dels convidats dels Savoia
L'any 1637, la regent del duc Carles Manuel II de Savoia, Cristina de França, el va escollir com la seva residència personal. Demana la cobertura del patí i una millora dels pisos interiors

### El Palau Madama
Seixanta anys després, una altra regenta, Maria Joana Baptista de Savoia, va viure al palau, donant així definitivament el sobrenom de Madama.
Encarrega un palau barroc de pedra blanca a l'arquitecte Filippo Juvara, però els treballs es limitaran a la façana, construïda entre 1718 i 1721, enganxada sobre l'edifici medieval.
La façana protegeix una escala monumental que caracteritza la monumentalitat i la magnificència dels interiors dels palaus barrocs.

El palau més endavant té altres funcions : quarter general del proveïment de les tropes napoleòniques; al  segle xix el rei Carles-Albert de Sardenya hi posa la seu de la pinacoteca reial, i més tard, el senat del parlament de Sardenya i l'alta cort. Des de 1934, acull el museu d'antiguitats de la ciutat, el Museo Civico de Arte Antica (que conté peces del Pakistan).

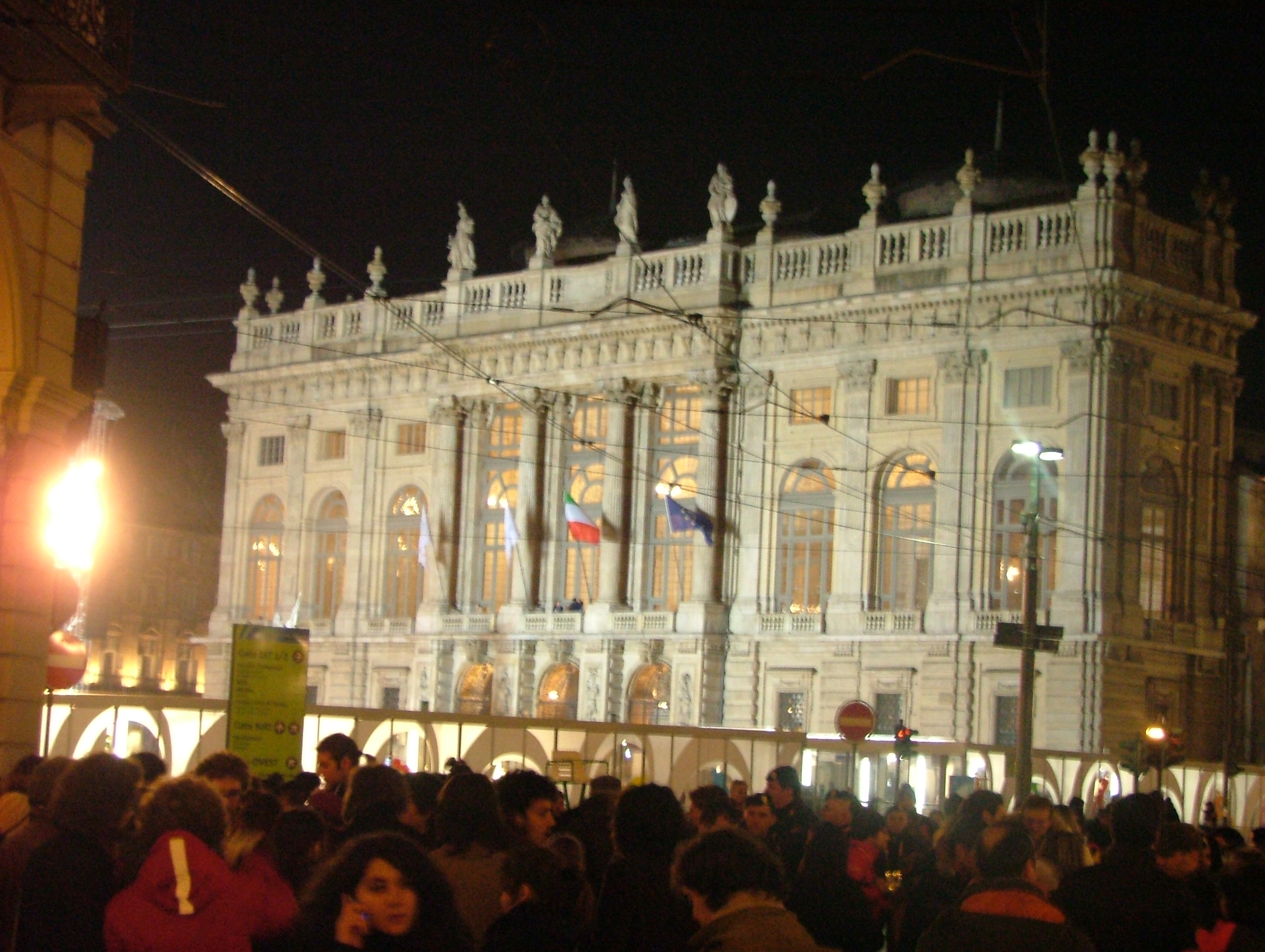
Façana
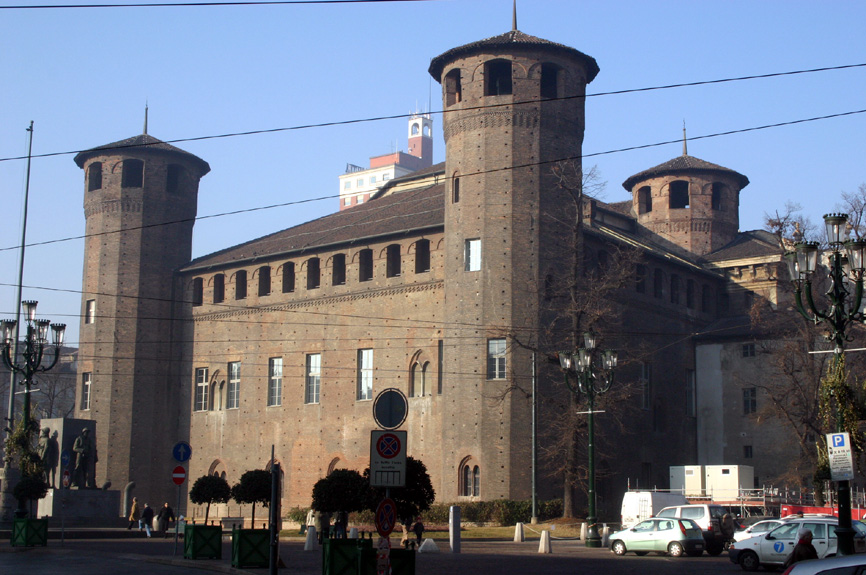
El castell medieval, vista posterior de l'edifici
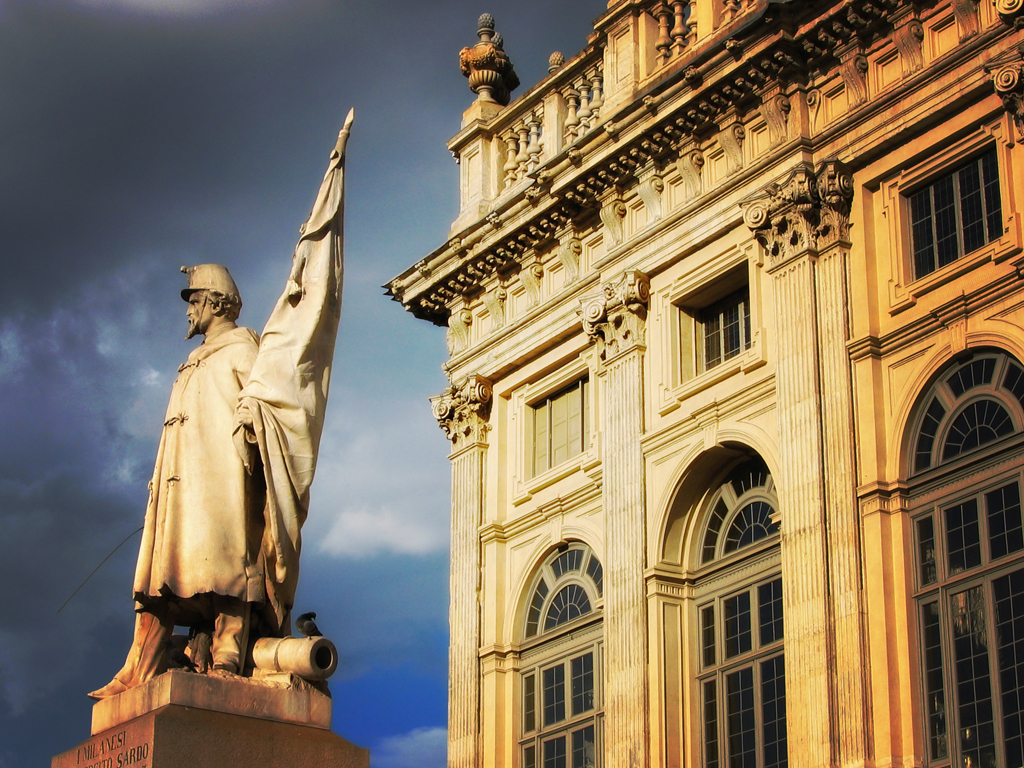
Escultura dedicada a "Alfiere dell'Esercito Sardo"